# قائمة الجامعات في تونس
الجامعات التونسية
تنتمي كافة مؤسسات التعليم العالي بالجمهورية التونسية إلى 13 جامعة وإلى الإدارة العامة للدراسات التكنولوجية. كما تمّ إنشاء الجامعة الافتراضية خلال السنة الجامعية 2002-2003.

## الجامعات العموميّة

### تونس الكبرى
- جامعة تونس
- جامعة تونس المنار
- جامعة قرطاج
- جامعة الزيتونة
- جامعة منوبة

### الشمال الغربي التونسي
- جامعة جندوبة

### الوسط التونسي
- جامعة سوسة
- جامعة المنستير
- جامعة القيروان

### الجنوب التونسي
- جامعة صفاقس
- جامعة قابس
- جامعة قفصة

### مؤسسات أخرى
- جامعة تونس الافتراضية
- المعاهد العليا للدراسات التكنولوجية (تحت إشراف الإدارة العامة للدراسات التكنولوجية).

## مؤسّسات التّعليم العالي الخاص
يتوجّب على كل جامعة خاصة وأن تتضمن عبارة «خاصّة» في اسمها بموجب القانون الحالي.
| - تونس العاصمة: - المدرسة المركزية للقانون والإدارة - المدرسة المركزية الخاصة للآداب والفنون والعلوم والاتصالات - المدرسة المركزية للعلوم الطبية والصحية - مدرسة البوليتكنيك المركزية الخاصة بتونس - مدرسة البوليتكنيك الدولية الخاصة بتونس - المدرسة الخاصة لتكنولوجيات المعلومات والتصرف في المؤسسات - كلية الدراسات العليا للسمعي والبصري والتصميم - المدرسة العليا الخاصة لإدارة الأعمال والقانون (ابن سينا) - المدرسة العليا الخاصة للتنظيم والإدارة - المدرسة العليا الخاصة للهندسة والتكنولوجيا - المدرسة العليا الخاصة للتكنولوجيا والإدارة - المعهد الخاص للدراسات العليا في تونس - المعهد العالي الخاص لعلوم التمريض إلامد - المعهد العالي الخاص لعلوم التمريض نجمة التكوين - المعهد العالي الخاص لعلوم التمريض محمود الماطري - المعهد العالي الخاص للعلوم الشبه طبية محمود الماطري - معهد تونس دوفين (فرع جامعة باريس دوفين) - الجامعة العربية الخاصة للعلوم - الجامعة المركزية الخاصة - الجامعة الدولية الخاصة للصحة - الجامعة الدولية الخاصة بتونس - جامعة البحر الأبيض المتوسط الخاصة بتونس (فرع في نابل) - جامعة تونس الحرة - الجامعة الخاصة في مونبليزير | - - الجامعة الخاصة للتعليم العالي الأمل - الجامعة الخاصة للتكنولوجيا - الجامعة الخاصة للفنون والتصميم - الجامعة الخاصة للعلوم والفنون التقنيات في تونس - الجامعة المتوسطية للأعمال - جامعة ابن خلدون الخاصة - الجامعة الخاصة محمود الماطري - جامعة تونس قرطاج الخاصة - المدرسة العليا الخاصة للاعلامية و التكنولوجيا - سوسة: - مدرسة البوليتكنيك الخاصة - المدرسة العليا الخاصة للمهندسين بسوسة - المدرسة العليا الخاصة للتكنولوجيا والمعلومات والإدارة بسوسة - المعهد الخاص للدراسات العليا في سوسة - المعهد العالي الخاص لعلوم التمريض بسوسة - الجامعة الخاصة بسوسة - الجامعة الخاصة للعلوم والفنون التقنيات في سوسة - صفاقس: - كلية الدراسات العليا للدراسات الإدارية والتجارية - معهد الخاص الدولي للتكنولوجيا - الجامعة الخاصة للعلوم والفنون التقنيات في صفاقس - الجامعة الخاصة للجنوب - القيروان: - المعهد العالي الخاص لعلوم التمريض بالقيروان - قابس: - الجامعة التكنولوجية الخاصة بقابس |

## مقالات ذات صلة
- التعليم العالي في تونس
- قائمة الجامعات العربية
- وزارة التعليم العالي (تونس)